# 熊本市立田原小学校
熊本市立田原小学校（くまもとしりつ たばるしょうがっこう）は、熊本県熊本市北区植木町富応に所在する公立小学校。

## 沿革
- 1875年（明治8年） - 平原小学校授業開始。鞍富小学校授業開始。
- 1876年（明治9年） - 豊岡小学校授業開始。
- 1878年（明治11年） - 豊岡小学校と平原小学校を合併し豊岡小学校と改称
- 1884年（明治17年） - 豊岡小学校を廃し、豊岡尋常小学校鞍富支校と改称。豊岡尋常小学校設立
- 1897年（明治30年） - 鞍富支校を鞍富尋常小学校と改称
- 1904年（明治37年） - 豊岡尋常小学校を田原東部尋常小学校と改称。豊岡尋常小学校に高等科を併置し、同時に校名を田原西部尋常高等小学校と改称。田原東部尋常小学校に高等科を併設し、田原東部尋常高等小学校と称す
- 1905年（明治38年） - 両校高等科併置を廃止し、田原西部尋常小学校、田原東部尋常小学校と改称
- 1923年（大正12年） - 両校を合併、高等科を併置し、田原尋常小学校と改称
- 1941年（昭和16年） - 田原国民学校と改称
- 1947年（昭和22年） - 田原村立田原小学校と改称
- 1955年（昭和30年） - 植木町立田原小学校に改める。
- 1975年（昭和50年） - 特殊学級設置
- 1984年（昭和59年） - 特殊学級廃設
- 2010年（平成22年） - 熊本市立田原小学校に改める。